# Enge-Sande
Enge-Sande (dansk/tysk) eller Ding-Sönj (nordfrisisk) er en kommune beliggende omtrent 30 km nord for Husum og 30 km vest for Flensborg i det nordvestlige Sydslesvig. Administrativt hører kommunen under Nordfrislands kreds i den tyske delstat Slesvig-Holsten. Kommunen består af landsbyerne Enge og Sande samt lokaliteterne og bebyggelserne Agern (Ackern), Blinge, Degel, Engehede (Engerheide, nordfrisisk Dinghii), Enge Mølle (Engemühle), Hørn (Hörn), Klaphage (Klapphagen), Klingbjerg (Klingenberg), Knorborg (Knorburg, nordfrisisk Knorborch), Linnert, Maade, Perbøl (Perebüll), Skardebøl (Schardebüll), Skaredebøl Mark (Schardebüllfeld) og Soholm. 
Kommunen blev dannet ved kommunalreformen i 1974. Den samarbejder på administrativt plan med andre kommuner i omegnen i Sydtønder kommunefællesskab (Amt Südtondern). Enge er sogneby i Enge Sogn. Sognet lå i Kær Herred (Tønder Amt, Sønderjylland), da området tilhørte Danmark.
Enge er første gang nævnt 1352. Den jyske udtale er Æ Æng. Navnet forklares ved beliggenheden på eller ved en eng. Engehede er første gang nævnt 1562. Sande er er første gang dokumenteret 1452. Den jyske udtale er Æ Sanj. Navnet beskriver beliggenheden på sandig jordbund.
Enge-Sande ligger ved gestranden. Jorderne er sandet med få hede, mod syd og vest begynder marsklandet. I nord grænser kommunen mod Langbjerg Skov med Randselbjerg (Værkshøj). Især ved Knorborg er træplantning lykkes. Nordøst om Enge løber en del af den vestlige hærvej (også oksevej og studevej), som er fredet. I Enge-Sande tales både dansk, tysk og nordfrisisk.